# Панов Сергій Олександрович
Сергій Олександрович Панов (рос. Сергей Александрович Панов; 13 травня 1989, Оренбурзький район, РРФСР — 4 березня 2022, Гостролуччя, Україна) — російський офіцер, майор ЗС РФ. Герой Російської Федерації.

## Біографія
В 2006 році закінчи загальноосвітню середню школу в селі Сакмара. В 2006/11 роках навчався в Казанському вищому командному танковому училищі, після чого служив в сухопутних військах. Учасник інтервенції в Сирію і вторгнення в Україну, командир розвідувального батальйону 21-ї окремої гвардійської мотострілецької бригади. Загинув у бою. 25 березня 2022 року був похований на новому цвинтарі Сакмари.

## Нагороди
- Медаль ордена «За заслуги перед Вітчизною» 2-го ступеня з мечами
- Медаль Суворова
- Численні відомчі медалі Міністерства оборони РФ, серед яких
  - Медаль «За бойові заслуги»
  - Медаль «Учаснику військової операції в Сирії»
- Звання «Герой Російської Федерації» (квітень 2022, посмертно) — «за мужність та героїзм, проявлені під час виконання військового обов'язку.» 23 квітня 2022 року заступник командувача військами Центрального військового округу з військово-політичної роботи генерал-майор Рустам Міннекаєв передав родичам Панова медаль «Золота зірка».